# Fodé Mansaré
Fodé Mansaré (Conakri, Guinea, 3 de septiembre de 1981), futbolista guineano. Juega de extremo y su actual equipo es el Club Polideportivo Cacereño de la 2ª B de España.

## Selección nacional
Ha sido internacional con la Selección de fútbol de Guinea, ha jugado 25 partidos internacionales y ha anotado 9 goles.